# Убрать перископ
«Опустить перископ» или «Убрать перископ» (англ. Down Periscope) — американская военная комедия 1996 года. Фильм рассказывает о приключениях эксцентричного командира старой подводной лодки ВМС США и её экипажа. В главных ролях снимались Келси Грэммер, Роб Шнайдер и Лорен Холли.

## Сюжет
Лейтенант-коммандер Том Додж (Келси Грэммер), офицер-подводник ВМС США, в третий раз подаёт прошение о назначении командиром на атомную подводную лодку. Перед этим ему уже дважды отказывали, в основном — из-за его нестандартных методов руководства, а также давнего столкновения с советской подлодкой. После того столкновения Додж, уверенный, что карьера его окончена, напился с горя и сделал на своём пенисе татуировку «Добро пожаловать на борт!», которая усугубила его и без того сомнительную репутацию.
Особенно рьяно против назначения Доджа командиром выступает контр-адмирал Йенси Грэхэм (Брюс Дерн), испытывающий к Доджу личную неприязнь. Если Додж и в третий раз не получит лодку, его снимут с командной программы. Командир Доджа, вице-адмирал Дин Уинслоу (Рип Торн), убеждает коллег дать Доджу последний шанс.
По задумке адмирала, Додж должен участвовать в серии военных игр, призванных проверить надёжность противолодочной обороны флота США. Доджа назначают командовать списанной проржавевшей дизельной субмариной времён Второй мировой войны класса «Балао» под названием «Стингрэй» (англ. Stingray — скат), в реальности USS Pampanito (SS-383), спущена на воду 12 июля 1943 года. В предстоящих учениях «Стингрэй» будет играть роль русской дизельной подлодки, проданной террористам и пытающейся атаковать военно-морские базы США. Адмирал Уинслоу даёт Доджу приказ «думать, как пират», то есть отказаться от обычных правил и вести боевые действия по свому усмотрению. Уинслоу обещает, что если Додж выиграет в учениях (то есть уничтожит линкор-муляж в Норфолкской бухте), он будет назначен командиром атомной подлодки класса «Лос-Анджелес».
Противником Доджа в учениях является сам контр-адмирал Грэхэм, а непосредственным противником «Стингрэя» — современная атомная подлодка «Орландо» под командованием коммандера Карла Нокса (Уильям Х. Мэйси). Недолюбливающий Доджа и подогреваемый своими амбициями (он хвастается, что никогда не проигрывал учений, и готовится получить третью звезду), Грэхэм пытается всячески осложнить задание Доджа. Для этого он лично набирает Доджу команду из, на первый взгляд, полных придурков. Старшим помощником на лодку назначают вспыльчивого и неуравновешенного Мартина Паскаля (Роб Шнайдер), а сама команда пестрит разнообразными «уникумами»: к примеру, недисциплинированный и ленивый машинист 1-го ранга Брэд Степанак; остроухий акустик 2-го ранга Ловаселли по прозвищу «Сонар», кажущийся на первый взгляд глуховатым; неисправимый игрок Стэнли Сильвестерсон по прозвищу «Спорщик»; механик Говард, курильщик и алкоголик; электрик Нитро, которого постоянно бьёт током; кок Бакмен, не имеющий представления о кулинарии. В довершение всего к экипажу присоединяется первая женщина-подводник ВМС США — лейтенант Эмили Лэйк (Лорен Холли) как часть пилотной программы по испытанию пригодности женщин к службе на подлодках, учреждённой всё тем же Грэхэммом.
Используя рискованные и нестандартные тактические приёмы, Додж и экипаж «Стингрэя» уничтожают назначенную цель в гавани Чарльстон, используя сигнальные ракеты для обозначения залпа торпед. После этого раздосадованный первым поражением Грэхэм, не уведомив адмирала Уинслоу, урезает территорию учений вдвое, чтобы не дать Доджу пространства для манёвра. Однако Додж нарушает приказ Грэхэма, слушаясь изначального приказа Уинслоу «действуйте, как пират». Пользуясь этим, Паскаль пытается сместить Доджа с поста капитана, но экипаж отказывается содействовать ему в мятеже. В результате Додж и команда устраивают целое представление в пиратском стиле, заставляя связанного Паскаля «пройтись по доске», ведущей за борт. Паскаль падает с доски прямо в сети местных рыбаков, которых Додж попросил «помочь в учениях».
После этого, Грэхэм лично принимает командование учениями с мостика «Орландо». Ему удаётся «уничтожить» «Стингрэй», но перед этим мятежная подлодка успевает запустить две настоящие торпеды в макет корабля в гавани Норфолк. Так как выстрелы были произведены до их «уничтожения» и попали в цель, экипаж «Стингрэя» побеждает в учениях.
Грэхэм начинает протестовать, ссылаясь на нарушение Доджем его приказа, но Уинслоу замечает, что Грэхэм не имел права урезать территорию без разрешения свыше, так что Додж всё делал правильно — Уинслоу советует Грэхэму забыть о третьей звезде.
Поздравляя Доджа с победой, Уинслоу сообщает, что не может предоставить ему АПЛ класса «Лос-Анджелес». Убитый этой новостью Додж едва не упускает продолжение: вместо этого под его командование поступят новейшая атомная субмарина «Морской волк» и «надлежащий экипаж». Однако Додж отказывается принять командование без своего экипажа «Стингрэя». Адмирал вынужден согласиться, упомянув при этом, что Додж «присмотрит за его сыном» — оказывается, Степанак является сыном вице-адмирала Уинслоу.

## В ролях
| Актёр               | Роль |
| ------------------- | --- |
| Келси Грэммер       | Томас Додж, капитан подводной лодки «Стингрэй», лейтенант-коммандер                                                  |
| Лорен Холли         | Эмили Лэйк, офицер погружения на подводной лодке «Стингрэй», лейтенант                                               |
| Роб Шнайдер         | Мартин Дж. Песко (Паскаль), старший помощник капитана на подводной лодке «Стингрэй», лейтенант                       |
| Брэдфорд Татум      | матрос Брэд «Степанак (Пэниг)» Уинслоу, сын вице-адмирала Уинслоу, моторист 1-го ранга на подводной лодке «Стингрэй» |
| Гарланд Уильямс     | матрос И. Т. Ловаселли «Сонар (Слухач)», акустик 2-го класса на подводной лодке «Стингрэй»                           |
| Дуэйн Мартин        | матрос Джефферсон Джексон, 1-й рулевой на подводной лодке «Стингрэй»                                                 |
| Джонатан Пеннер     | матрос Стэнли Сильвестерсон («Спотс (Спорщик)»), 2-й рулевой на подводной лодке «Стингрэй»                           |
| Кен Хадсон Кэмпбелл | матрос Бакмен (Чечевица), кок на подводной лодке «Стингрэй»                                                          |
| Тоби Хасс           | матрос Нитро, электрик на подводной лодке «Стингрэй»                                                                 |
| Гарри Дин Стэнтон   | Говард, главный инженер подводной лодки «Стингрэй»                                                                   |
| Рип Торн            | Дин Уинслоу, отец Степанака, вице-адмирал                                                                            |
| Брюс Дерн           | Йенси Грэхем, контр-адмирал                                                                                          |
| Уильям Х. Мэйси     | Карл Нокс, капитан подводной лодки «Орландо», коммандер                                                              |

## Съёмки

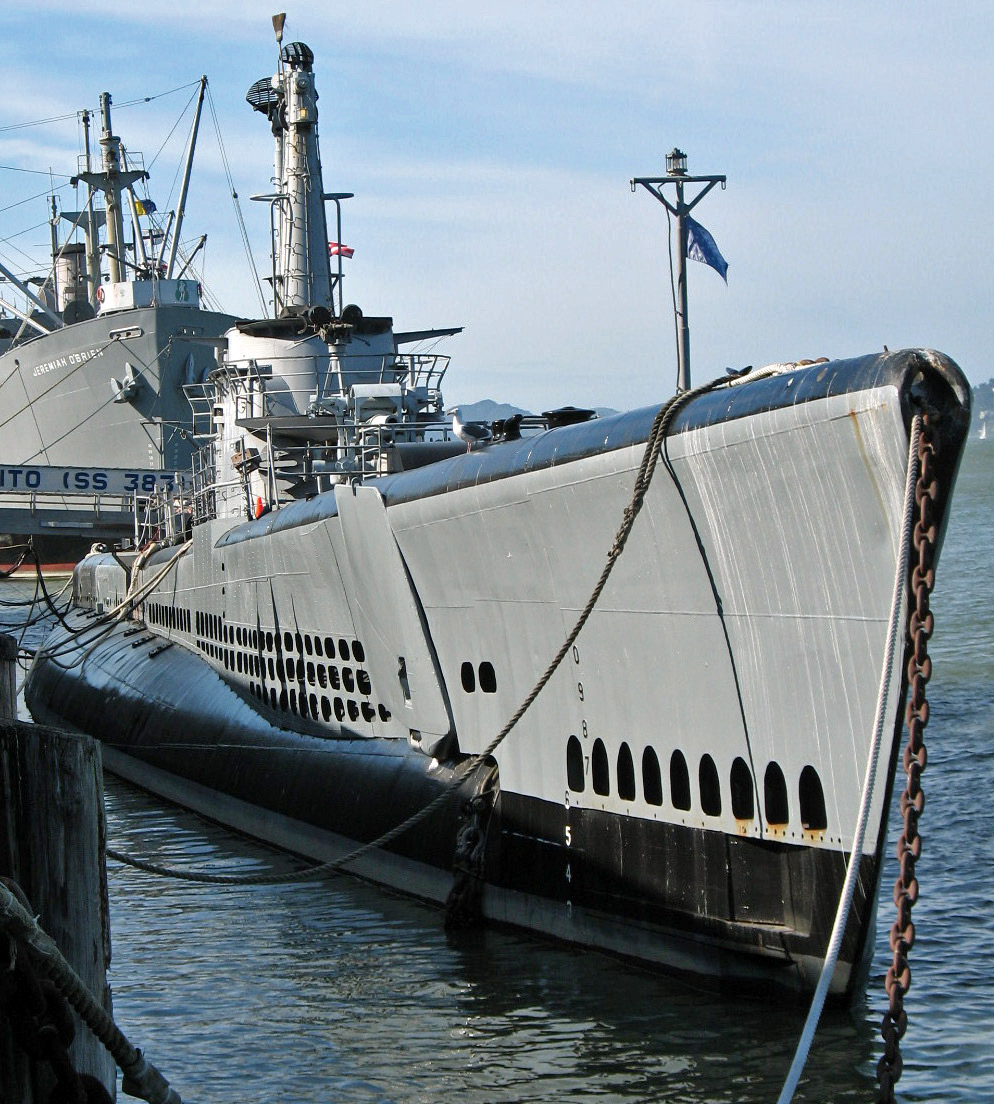
Музейный корабль USS Pampanito (SS-383), на котором проводились съёмки

- В некоторых странах фильм назван иначе. Так, в Венгрии он носит имя «Огонь под водой», а в Латинской Америке — «Психи на борту».
- «Стингрэй» в фильме на самом деле был снят на музее-корабле USS Pampanito (SS-383), подлодке времён Второй мировой войны класса «Балао».
- АПЛ «Орландо» (регистр SSN-852) — вымышленная подлодка класса «Лос-Анджелес». В ВМС США не существует подлодки с таким названием или регистром. Все кадры были сняты на разных подлодках этого класса.
- Изображая подвыпивших рыбаков, команда «Стингрей» поёт песню Louie Louie Ричарда Берри.
- Кадр всплытия «Орландо» на большом ходу (т.н. «прыжок лосося») был взят из фильма «Охота за „Красным октябрём“».
- Группа Village People специально для фильма переиздала один из своих хитов — «In the Navy» и сняла новый клип (сопровождает заключительные титры).